# Вајт Меса (Јута)
Вајт Меса (енгл. White Mesa) насељено је место без административног статуса у америчкој савезној држави Јута.

## Демографија
По попису из 2010. године број становника је 242, што је 35 (-12,6%) становника мање него 2000. године.
| Група             | 2000.    | 2010.     |
| Белци             | 3 (1,1%) | 9 (3,7%)  |
| Афроамериканци    | 0 (0,0%) | 0 (0,0%)  |
| Азијати           | 0 (0,0%) | 0 (0,0%)  |
| Хиспаноамериканци | 0 (0,0%) | 10 (4,1%) |
| Укупно            | 277      | 242       |